# Comté de Yilan
Pour les articles homonymes, voir Yilan.
 (février 2016).
Le contenu est difficilement compréhensible vu les erreurs de traduction, qui sont peut-être dues à l'utilisation d'un logiciel de traduction automatique.
Le comté de Yilan (Chinois : 宜蘭縣, Pīnyīn : Yílán Xiàn ; Pe̍h-ōe-jī : Gî-lân-koān) est un comté au nord-est de la République de Chine (Taïwan). Le nom Yilan dérive de celui de la tribu des autochtones Kavalan.

## Nom
Le nom Yilan provient d’une tribu d’aborigènes Kavalan. Le comté possède d’autres noms comme Kavalan, La-A-Lan, E-A-Lan ou Gilan. Avant 2009, le nom officiel du comté était Ilan.

## Histoire
Yilan est originellement peuplé par des tribus aborigènes, les Kavalan et les Atayal.
Le peuple Kavalan est arrivé par la mer et s’est installé dans la plaine de Yilan il y a environ 1 000 ans. Les Kavalan parlent une langue austronésienne. Leur implantation s’est faite à travers une cinquantaine de petits villages à proximité de rivières, pour une population totale d’approximativement 10 000 personnes.
Le peuple Atayal, lui, a atteint Yilan il y a 250 ans et s’est implanté au niveau du cours supérieur de la rivière Dazhuoshui. Une nouvelle migration entraîne une partie des Atayal à traverser le col de Siyuan pour atteindre une vallée en amont de la rivière Zhuoshui. Ce groupe est à l’origine de la création du village de Datong. Une autre partie du peuple Atayal part à l’est et s’installe aux environs des rivières Nan’ao et Heping. Ceux-là fondent le village de Nan-ao.
Il y a environ 200 ans, des chinois Han traversent les montagnes et prennent possession de terres à Yilan. De nombreux colons commencent à défricher les forêts, cultiver les champs et construire des canaux d’irrigation. Cet afflux de population chasse une partie des Kavalan, qui vont migrer vers le sud, à Hualien et Taitung.

### Formose espagnole
Les Espagnols arrivent à Taïwan au XVIIe siècle. En 1626, sous prétexte que l’équipage d’un navire échoué avait été massacré par des autochtones, l’Espagne lance des représailles sur la région d’Yilan et décide d’y implanter des colonies. Après avoir incendié des ports et des villages, et s’être emparé de la ville de Su’ao, ils établirent une cité appelée San Lorenzo.

### Formose hollandaise
Les Espagnols sont chassés de Formose par les Hollandais qui avaient conquis le sud de Taïwan et fondent la colonie appelée Formose néerlandaise. En 1640, les Hollandais contactent les marchands Han afin de commercer et de percevoir des taxes sur de nombreux biens commerciaux. En échange d’une promesse de monopole sur un produit, les marchands devaient payer des taxes.

### Royaume de Tungning
Sous le royaume de Tungning, le système économique basés sur des monopoles est conservé.

### Dynastie Qing
Quand la dynastie Qing annexe Taïwan, elle établit la sous-préfecture de Kavalan à Yilan. En 1806, des conflits armés enflamment les différents groupes ethniques de la région, alors que les côtes subissent des pillages de pirates. Le gouvernement comprend que sa politique agressive vis-à-vis des Kavalan ne permet pas l’établissement du droit dans la région et favorise même les rébellions, faisant d’Yilan un repaire de bandits qui menace toute l’île. En 1809, l’empereur Jiaqing incorpore Kavalan à l’empire. Des troupes sont envoyées pour réprimer les bandits et cartographier le territoire.
Après l’incident de Mudan en 1874, la dynastie Qing change d’approche et décide d’abandonner sa passivité sur Taïwan. Le nom « Kavalan » du district, d’origine aborigène, est remplacé par Yilan, nom Han. Le système administratif est réformé, le « district » est changé en « comté ». En 1875, la nouvelle Préfecture de Taipeh inclut le comté d’Yilan.

### Domination japonaise
Après la première guerre sino-japonaise en 1894, le gouvernement Qing abandonne Taïwan au Japon, en accord avec les termes du traité de Shimonoseki. L’actuel comté de Yilan couvre les anciens district de Giran (宜蘭郡), district de Ratō (羅東郡), district de Suō (蘇澳郡), et la ville de Giran (宜蘭市), qui ont existé de 1920 à 1945, sous administration de la préfecture de Taihoku.

### Après-guerre
Après le retour de Taïwan à la République de Chine en octobre 1945, l’actuel comté de Yilan est incorporé au comté de Taïpei. Le 16 août 1950, le comté de Yilan est fondé en tant que comté de la province de Taiwan, avec la ville de Yilan comme chef-lieu.

## Géographie
Le comté de Yilan, au nord-est de l’île de Taïwan, a une aire de 2 143 km2. Il est situé sur la plaine de Yilan, une plaine alluviale créée par la rivière Lanyang et d’autres cours d’eau mineurs formant grossièrement un triangle. Les trois extrémités de ce triangle sont Toucheng, Sanxing et Su-ao, ces trois villes étant chacune distante d’environ 30 km par rapport aux deux autres. La chaîne de Hsueshan (ou Xueshan, 雪山山脈) court au nord-ouest du comté, de Toucheng à Sanxing. La chaîne de Chungyang (ou chaîne centrale) est située au sud de Yilan, de Sanxing à Su’ao.
Le cours supérieur de la rivière Lanyang est abrupt et son courant, rapide et érosif. La grande quantité de limon transporté par la rivière a peu de temps pour se déposer à cause de l’inclinaison des terres qui passent abruptement de montagnes en plaines.

## Administration
Le comté de Yilan a comme chef-lieu la ville de Yilan, qui accueille le gouvernorat du comté de Yilan et le conseil du comté de Yilan. Le comté est administré par un Magistrat, actuellement Lin Zi-miao, du Kuomintang.

### Division administrative
Le comté de Yilan est divisé en 1 ville, 3 cantons urbains, 6 cantons ruraux et 2 cantons montagneux indigènes.
- Yilan
- Luodong
- Su'ao
- Toucheng
- Jiaosi
- Zhuangwei
- Yuanshan
- Dongshan
- Wujie
- Sansing
- Datong
- Nan'ao

Les îles Senkaku sont rattachées au canton de Toucheng dans le comté de Yilan.

### Politique
Le comté de Yilan est représenté depuis 2016 au Yuan législatif par Chen Ou-po, membre du Parti démocrate progressiste.

## Démographie et culture
| Année | Population | ±%     |
| ----- | ---------- | ------ |
| 1985  | 449.981    | —      |
| 1990  | 450.943    | +0,2 % |
| 1995  | 465.043    | +3,1 % |
| 2000  | 465.186    | +0,0%  |
| 2005  | 460.426    | −1,0 % |
| 2010  | 460.486    | +0,0%  |
| 2015  | 458.117    | −0,5 % |

De nos jours, la population Han forme la majorité des habitants du comté de Yilan.

## Éducation
L’éducation est sous la supervision du département éducatif du gouvernorat du comté de Yilan. Le comté accueille plusieurs universités publiques et privées, comme l’université nationale de Ilan, l’institut technologique Lan Yang ou encore la Saint Mary’s Medicine Nursing and Management College.

## Énergie
Le comté de Yilan a une capacité installée d’énergie de 40 MW, qui provient d’un incinérateur et de deux barrages hydroélectriques.

## Transports

### Rail
La ligne Yilan et la ligne North-link de l’administration ferroviaire de Taïwan traversent le comté. Les gares de ces deux lignes sont Shihcheng, Dali, Daxi, Guishan, Wai-ao, Toucheng, Dingpu, Jiaoxi, Sicheng, Yilan, Erjie, Zhongli, Luodong, Dongshan, Xinma, Su'aoxin, Su'ao, Yongle, Dong-ao, Wuta et Hanben.
Le 21 octobre 2018, le déraillement d’un train tue 18 passagers et en blesse 178.

### Maritime
Le port le plus important du comté est celui de Wushi.